# 严忠济
严忠济（？—1293年），又名严忠翰，字紫芝，泰安州长清县人。元朝政治人物。严实的第二子。

## 生平
1240年，窝阔台命他袭东平路行军万户、管民总管。1259年，跟随忽必烈领兵攻打宋朝。中统二年（1261年），召入京师，其弟严忠范取代兄长为东平总管。至元三十年（1294年），严忠济去世。

## 延伸阅读
[在维基数据编辑]
 《新元史/卷137》，出自柯劭忞《新元史》